# Pawłowice (powiat de Sochaczew)
Pawłowice [pavwɔˈvit͡sɛ] est un village polonais de la gmina de Teresin dans le powiat de Sochaczew et dans la voïvodie de Mazovie.